# William Henry Dana
William Henry Dana   (Warren, 10 de juny de 1846 - Warren, 18 de febrer de 1916) fou un músic estatunidenc.
S'educà en la seva ciutat natal, en el seminari Williston d'Easthampton (Massachusetts), en el Conservatori Kullak de Música de Berlín i en l'Acadèmia reial de Música de Londres.
Serví a la guerra civil com a soldat d'infanteria, i en retornar a la vida civil continuà amb la seva tasca musical i fou premiat en l'Exposició de Bolonya el 1888 pels seus llibres d'ensenyança musical. Viatjà per Escandinàvia, Rússia, la regió àrtica i altres països d'Europa.
Fou un dels fundadors de la Societat Nacional de Professors de Música, de l'Institut Musical del seu nom, etc., i deixà:
- Practical Thorough Bass,
- Practical Harmony.
- Practical Counterpoint.
- Guide in Orchestration.
- Guide in Military Band Arranging.
- The National School for Cornet...